# Mega Man 8
Mega Man 8 (sous-titré Anniversary Edition aux États-Unis, Rockman 8: Metal Heroes (ロックマン8 メタルヒーローズ, Rokkuman Eito Metaru Hīrōzu) au Japon) est un jeu d'action-plate-formes développé et édité par Capcom sur PlayStation en 1996 et Saturn en 1997, puis réédité sur PlayStation Network (PlayStation 3, PlayStation Portable, PlayStation Vita). C'est le huitième jeu de la série principale de Mega Man,,,,,,,,,,,,.

## Synopsis
Deux robots de l'espace s'écrasent sur Terre. Envoyé pour enquêter sur les lieux de l'écrasement, Mega Man découvre que le Dr.Wily a déjà entrepris des fouilles. À la vue de son ennemi, le machiavélique savant fou prend la fuite, mais pas sans avoir auparavant récupéré l'énergie d'une des deux créatures extraterrestres. Avec cette énergie d'une puissance incomparable, baptisée Evil Energy (énergie maléfique), Wily compte construire une armée de robots que rien ne pourra arrêter.
Mega Man s'apprête à prendre en chasse son ennemi juré lorsqu'il découvre, à demi enseveli dans le site du crash, le corps inanimé de l'autre robot de l'espace. Sur ordre de son créateur et mentor, le professeur Light, le robot bleu décide de ramener l'androïde extraterrestre au laboratoire pour réparation.
Il s'avère, par la suite, que ce robot venu du cosmos n'est autre que Duo, un policier de l'espace chargé de chasser et de détruire l'Evil Energy. Finalement, Mega Man sera appelé à faire équipe avec l'androïde extraterrestre afin d'empêcher Wily de mettre en œuvre ses plans de conquête.

## Système de jeu
Mega Man 8 est un jeu d'action-plates-formes, reprenant la formule classique de la série formule Mega Man. Le jeu bénéficie de séquences animées, qui apparaissent à certains moments clés. Mega Man 8 possède également un nouveau style visuel et des sprites et des animations plus détaillés.
Si le principe du pierre-papier-ciseaux est toujours présent dans Mega Man 8, Mega Man désormais utiliser plusieurs armes en même temps. Ces dernières se comptent d'ailleurs au nombre de neuf. Outre les huit armes récupérées aux robots de Wily, Mega Man est doté de la Mega Ball, un ballon offensif que le robot peut envoyer contre ses ennemis. Pour la seule fois dans toute la série, Mega Man est également capable de nager sous l'eau.
Des séquences de mini-jeux se retrouvent également dans certains niveaux. Par exemple, dans le niveau de Frost Man, Mega Man devra effectuer une descente en snowboard, tout en évitant de nombreux obstacles et ennemis, tandis d'autres, comme celui de Tengu Man, prennent l'allure d'un shoot 'em up, où Mega Man, à bord du Jet Rush, doit tirer sur tout ce qui bouge et se verra même aidé en cours de route par Beat, Auto et Eddie.
Tous les niveaux sont maintenant entrecoupés par un combat avec un mini-boss. Certains d'entre eux, une fois battus, permettront à Mega Man de faire venir le chien-robot Rush, dont l'utilisation a par ailleurs été complètement revue.
Enfin, Mega Man peut récupérer des boulons qui lui permettront d'acheter diverses améliorations au laboratoire du professeur Light.
Les Robot Masters utilisés dans le jeu ont été sélectionnés par un concours de dessin au Japon. Tengu Man et Astro Man ont été cependant créés par Capcom. Cut Man et Wood Man sont des bosses secrets dans la version Saturn.